# 幕張西
幕張西（まくはりにし）は、千葉県千葉市美浜区にある地名。全域が海面埋立事業により誕生した地域で、一丁目から六丁目まである。一丁目から四丁目は住居表示実施地域、五丁目・六丁目は住居表示未実施地域である。郵便番号は261-0026。

## 地理
千葉市美浜区の北端に位置する。地域内は主に戸建住宅街となっており、地域の北端には国道14号（千葉街道）、京葉道路、南端には東関東自動車道、国道357号が通り、一丁目に京葉道路幕張IC、二丁目に千葉市立幕張西小学校、千葉市立幕張西中学校、千葉幕張西郵便局、六丁目に幕張海浜緑地がある。
東は花見川区幕張町、西は習志野市袖ヶ浦・香澄、南は浜田、北は花見川区幕張本郷と接している。

### 地価
住宅地の地価は、2016年（平成28年）1月1日の公示地価によれば、幕張西1-7-4の地点で15万7000円/m2となっている。

## 歴史
全域が海面埋立事業によって誕生した海浜ニュータウン幕張地区となっている。北側に位置する幕張西一-四丁目が「幕張B地区」、南側に位置する幕張西五・六丁目が「幕張C地区」として、それぞれ定住性の高い住宅地域として戸建住宅街を中心に開発された。また、当地はかつては漁業の行われる海であったが、埋立事業によって漁業は行われなくなり、旧漁業関係者にも分譲されている。

### 地名の由来
幕張の西に位置することや、住民投票の結果を反映し、「幕張西」とした。

### 沿革
- 1964年（昭和39年） 幕張地先の公有水面埋立事業開始。
- 1974年（昭和49年） 現在の幕張西一-四丁目部分の公有水面埋立事業完了。千葉市幕張町一丁目に編入。
- 1979年（昭和54年）11月1日 幕張町一丁目のうち、埋立地部分を千葉市幕張西一丁目-四丁目とし、住居表示施行。
- 1980年（昭和55年）4月22日 後発の公有水面埋立地が千葉市幕張西五・六丁目となる。
- 1992年（平成4年）4月1日 千葉市が政令指定都市に移行。千葉市美浜区幕張西一丁目-六丁目となる。

### 町名の変遷
| 実施後       | 実施年月日    | 実施前（各町名ともその一部） |
| ------------ | ------------- | ---------------------------- |
| 幕張西一丁目 | 1979年11月1日 | 幕張町一丁目                 |
| 幕張西二丁目 | 1979年11月1日 | 幕張町一丁目                 |
| 幕張西三丁目 | 1979年11月1日 | 幕張町一丁目                 |
| 幕張西四丁目 | 1979年11月1日 | 幕張町一丁目                 |
| 幕張西五丁目 | 1980年4月22日 | （地名なし）                 |
| 幕張西六丁目 | 1980年4月22日 | （地名なし）                 |

## 世帯数と人口
2020年（令和2年）6月30日現在の世帯数と人口は以下の通りである。
| 丁目         | 世帯数    | 人口    |
| ------------ | --------- | ------- |
| 幕張西一丁目 | 668世帯   | 1,470人 |
| 幕張西二丁目 | 702世帯   | 1,474人 |
| 幕張西三丁目 | 771世帯   | 1,552人 |
| 幕張西四丁目 | 561世帯   | 1,732人 |
| 幕張西五丁目 | 253世帯   | 616人   |
| 幕張西六丁目 | 447世帯   | 1,121人 |
| 計           | 3,402世帯 | 7,965人 |

## 小・中学校の学区
市立小・中学校に通う場合、学区は以下の通りとなる。
| 丁目   | 番   | 小学校               | 中学校               |
| ------ | ---- | -------------------- | -------------------- |
| 一丁目 | 全域 | 千葉市立幕張西小学校 | 千葉市立幕張西中学校 |
| 二丁目 | 全域 | 千葉市立幕張西小学校 | 千葉市立幕張西中学校 |
| 三丁目 | 全域 | 千葉市立幕張西小学校 | 千葉市立幕張西中学校 |
| 四丁目 | 全域 | 千葉市立幕張西小学校 | 千葉市立幕張西中学校 |
| 五丁目 | 全域 | 千葉市立幕張西小学校 | 千葉市立幕張西中学校 |
| 六丁目 | 全域 | 千葉市立幕張西小学校 | 千葉市立幕張西中学校 |

## 施設
- 京葉道路幕張IC

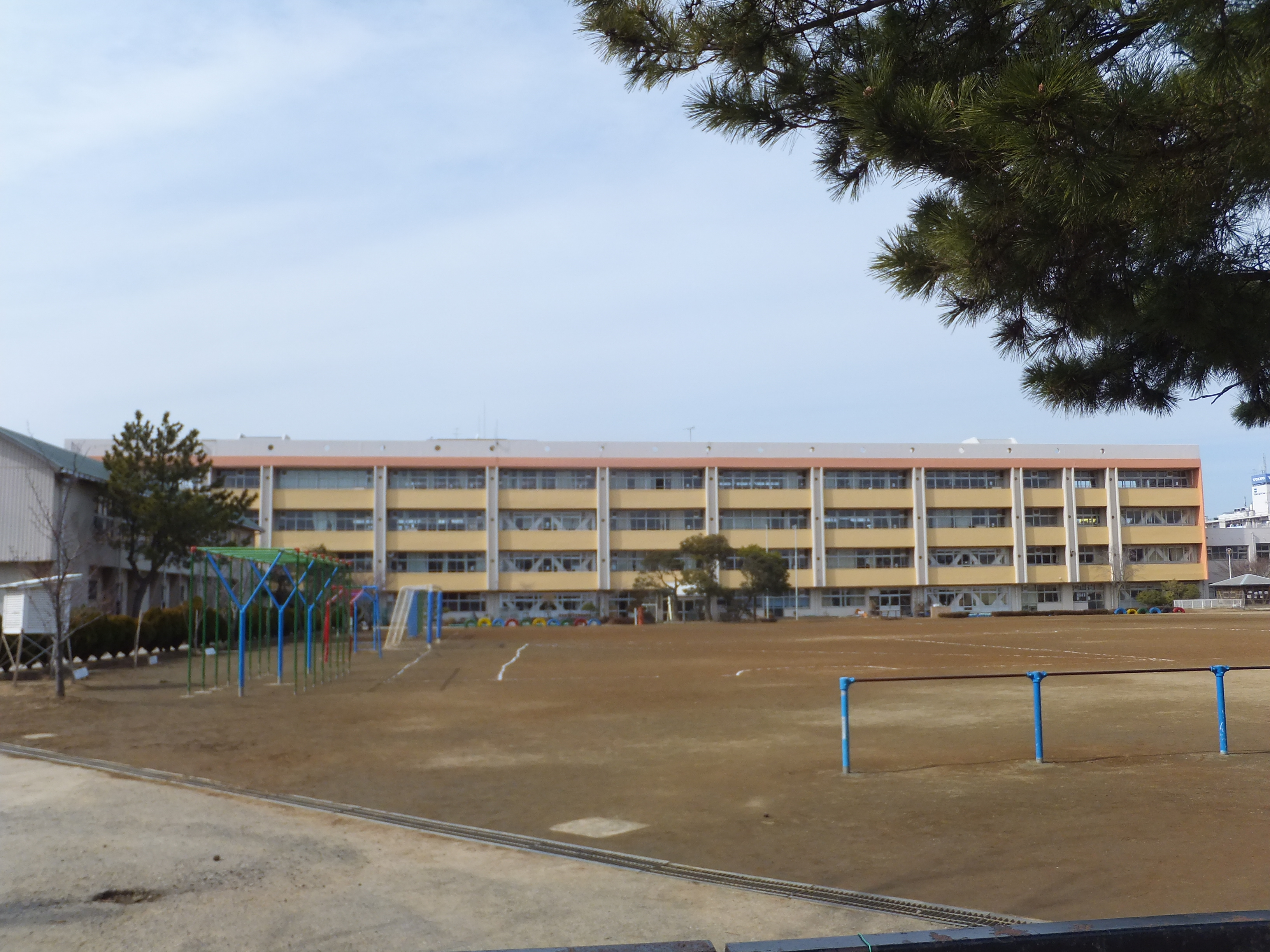
千葉市立幕張西小学校
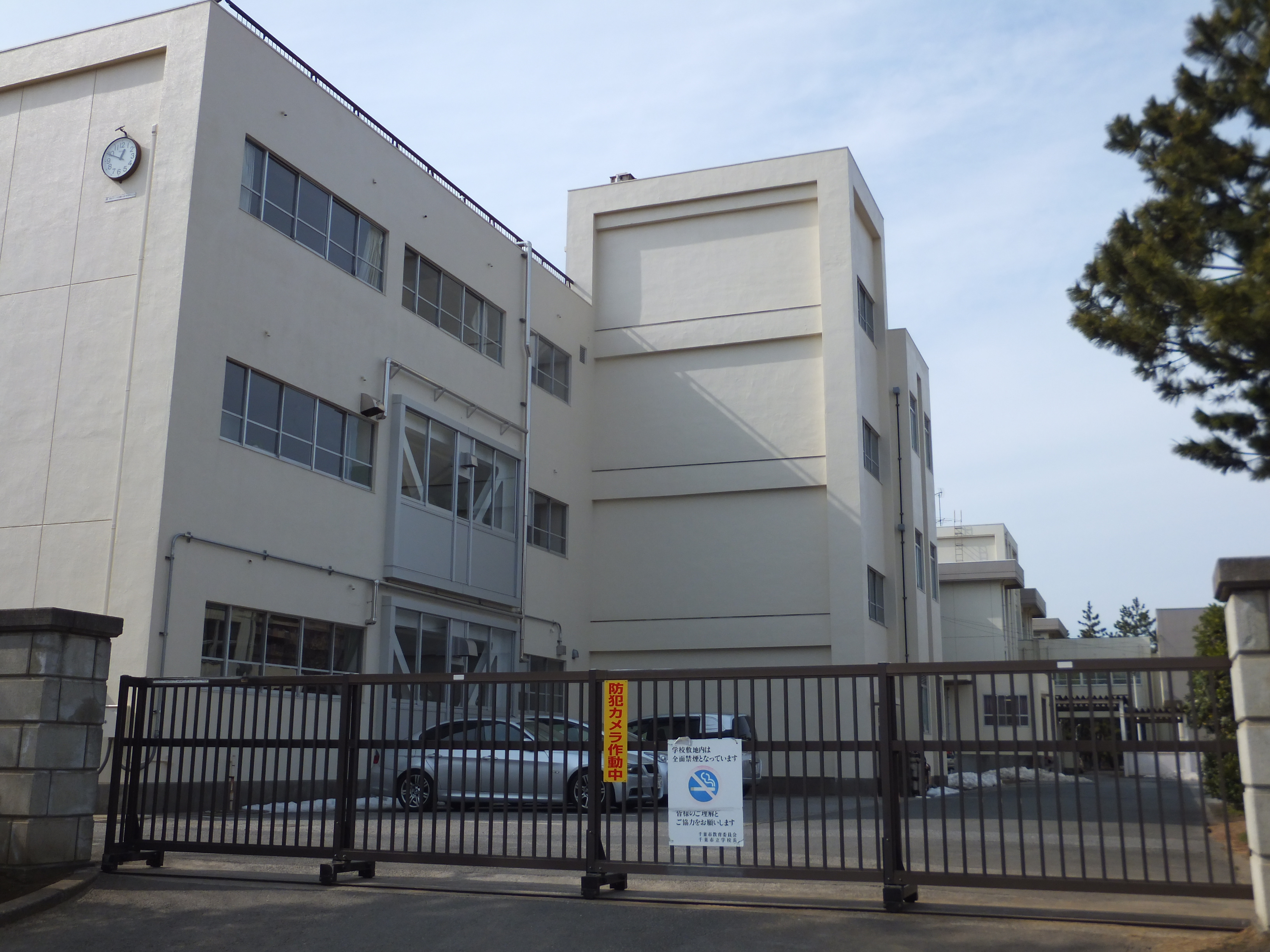
千葉市立幕張西中学校
- 千葉幕張西郵便局

- 千葉市立幕張西小学校
- 千葉市立幕張西中学校